# Pseudorasbora parva
Pseudorasbora parva es una especie de pequeño pez de agua dulce perteneciente a la familia de los ciprínidos. Aunque nativa de Asia, fue introducida y se le considera actualmente como invasora en Europa y Colombia.

## Distribución geográfica y hábitat
Originario del lejano Oriente (Japón, China oriental, Corea, Taiwán y la cuenca del Amur), fue introducido en Europa en la década de 1960 en ciertos estanques de Nucet, distrito de Dâmboviţa, Rumania, y se hizo camino al río Danubio para después esparcirse por todo el territorio continental. Esta especie es causante de un gran peligro a otros ciprínidos como los «carpín sin-madre» (Leucaspius delineatus), ya que son huéspedes del parásito (Sphaerothecum destruens). Dicho parásito no daña a Pseudorasbora parva, pero sí resulta especialmente dañino para otros peces como los carpines, impidiéndoles desovar y aumentando su tasa de mortalidad si son infectados.

## Descripción
El cuerpo es alargado, típico de los ciprínidos y con espina convexa. Su piel plateada tiene un tono marrón, con una línea horizontal oscura en los flancos. El vientre es blanquecino. Las escamas están rodeadas de un color oscuro. Sus aletas son rojizas. Alcanza una longitud máxima de 11 cm.

## Comportamiento
Es presa de especies como la perca negra y el lucio europeo. Viven en grupos de menos de diez ejemplares.

### Reproducción
La etapa de reproducción en Europa se da entre abril y junio en los litorales, cuando la hembra comienza a limpiar el sustrato en el sitio de la puesta (que puede ser una cavidad en la roca, plantas, arena o moluscos). Después, desovará una hilera de pequeños huevos. Tras la fecundación, el macho vigilará el nido y lo abandonará luego de ocurrida la eclosión de los huevos.

### Alimentación
Se alimenta de insectos, pequeños peces, larvas y huevos de otros peces.

## Galería

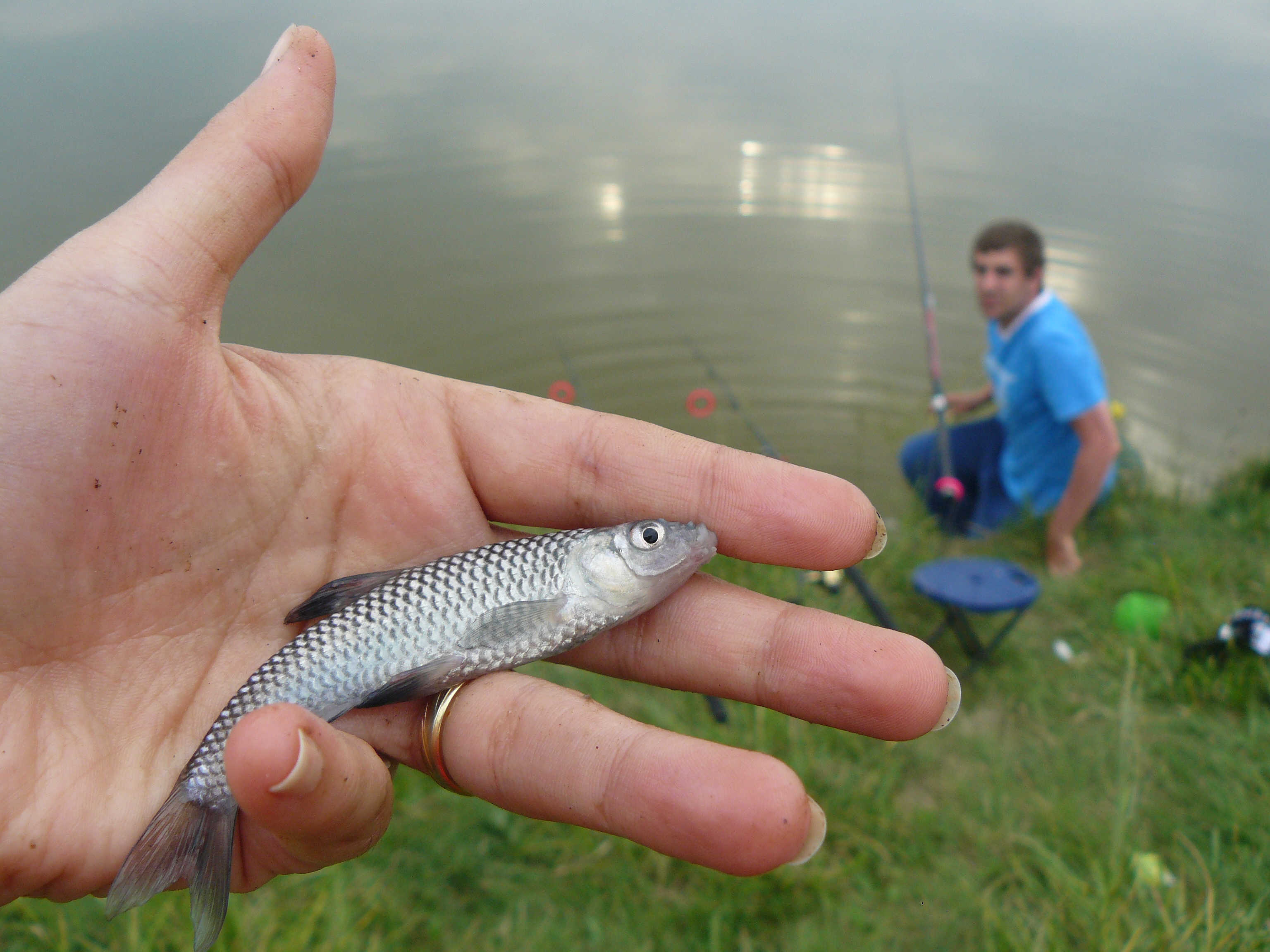
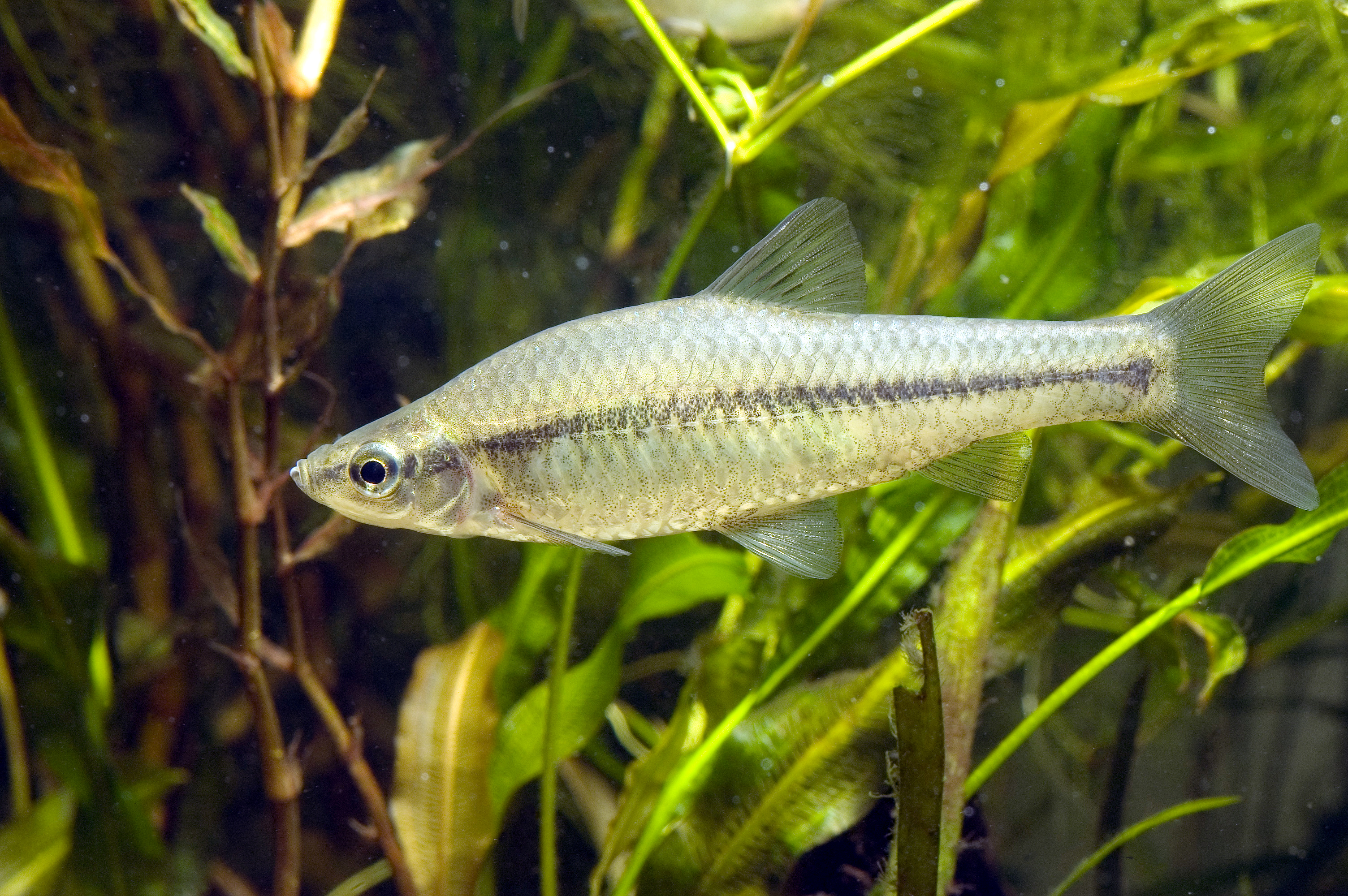
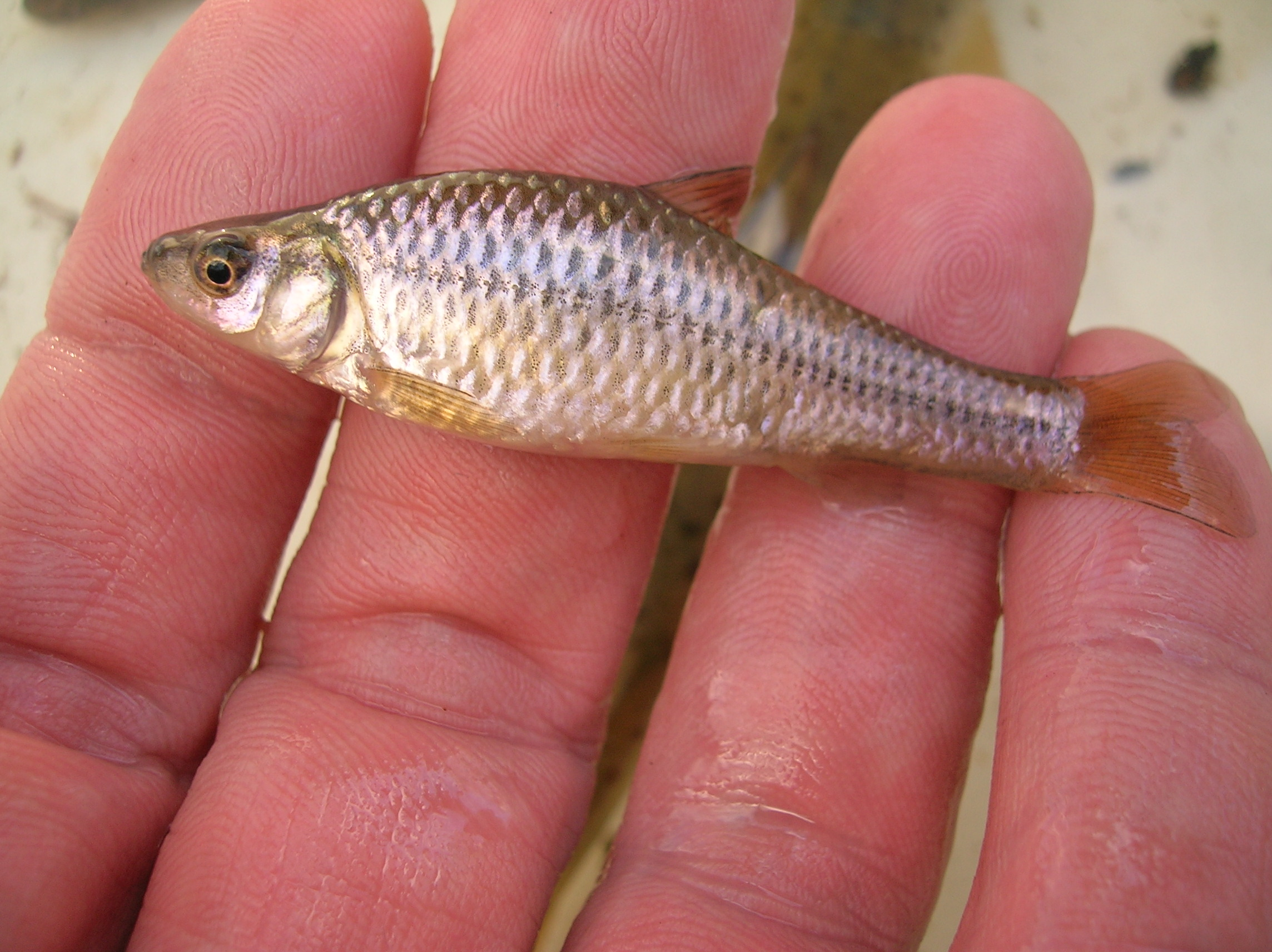
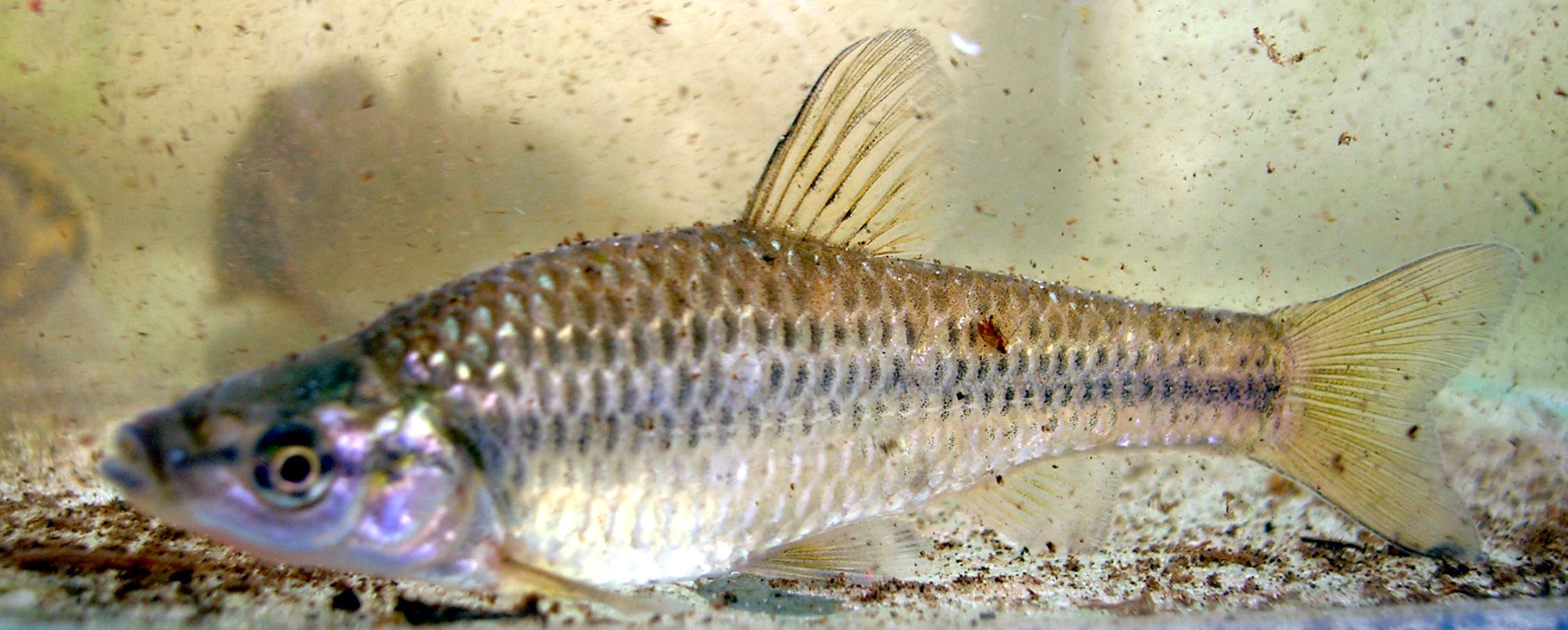

## Especie invasora en España
Debido a su potencial colonizador y a constituir una amenaza grave para las especies autóctonas, los hábitats o los ecosistemas, esta especie ha sido incluida en el Catálogo español de especies exóticas invasoras, aprobado por Real Decreto 630/2013, de 2 de agosto, estando prohibida en España su introducción en el medio natural, posesión, transporte, tráfico y comercio.